# 夹竹桃叶树萝卜
夹竹桃叶树萝卜（学名：Agapetes neriifolia）为杜鹃花科树萝卜属下的一个种。

## 扩展阅读
- 維基物種上的相關：夹竹桃叶树萝卜